# 中车大同电力机车
中车大同电力机车有限公司（英語：CRRC Datong Co., Ltd.，简称“同车”），是中国中车的全资子公司之一，位于中华人民共和国山西省大同市，主营业务包括机车及机车车辆配件制造，锻件、铸件、铆焊件制造等。同车公司前身为大同机车厂，始建于1954年，曾经是中华人民共和国国内规模最大的蒸汽机车制造厂。截至2008年，同车公司占地面积233.75万平方米，拥有各类机械动力设备1180余台，员工6000余人，并于1997年取得ISO9001认证。

## 历史

### 背景
中华人民共和国建立后，铁道部根据铁路运行里程、路网密度、枢纽设置等因素，着手调整了机车车辆工业的布局。在合并、调整、改造原有机车车辆厂的同时，在各地等地新建了一批工厂。而同时为配合中国第一个五年计划时期（1953年—1957年）机械工业的建设部署，以发展冶金设备、发电设备、运输机械、金属切削机床的重工业制造为重点，建设一批大型现代化骨干企业。中国政府根据这一部署建设了投资1000万元人民币以上的重大项目70多个，其中为了填补铁路机车专业制造厂的空白，开始筹建大同机车厂，为“一五”期间156个重點项目之一，同时期建立起的机车车辆行业另有长春客车厂、长春机车厂和株洲货车厂。
1954年，经中央人民政府批准，第一机械工业部成立了“大同机车制造厂筹备处”。经过考察和论证，於1954年9月3日决定在山西大同筹建一座大型蒸汽机车制造工厂。1955年10月10日，第一机械工业部机车车辆管理局将大同机车制造厂筹备处易名为“四二八厂”。随后又在1957年3月27日批准取消“四二八厂”代号，正式更名为大同机车厂。虽然“四二八厂”此名称仅仅使用了不到两年的时间，然而至今大同的民众以“428”指代大同机车厂的情况仍然很普遍，伴随大同机车厂成立的大同机车高级技工学校，至今仍然惯称为“428技校”。

### 蒸汽机车生产

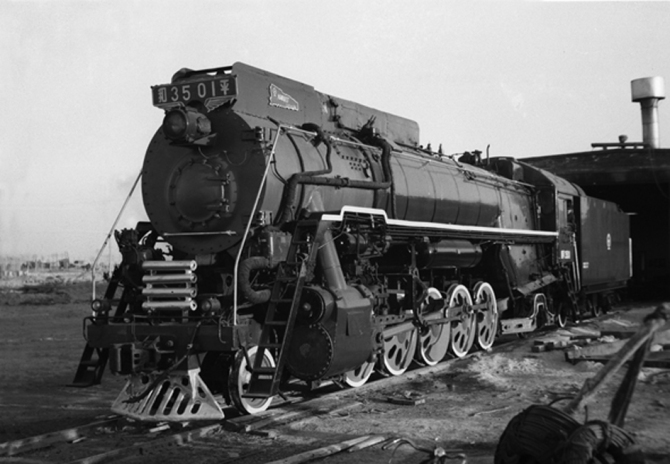
大同机车厂生产的第一台机车——和平型3501号

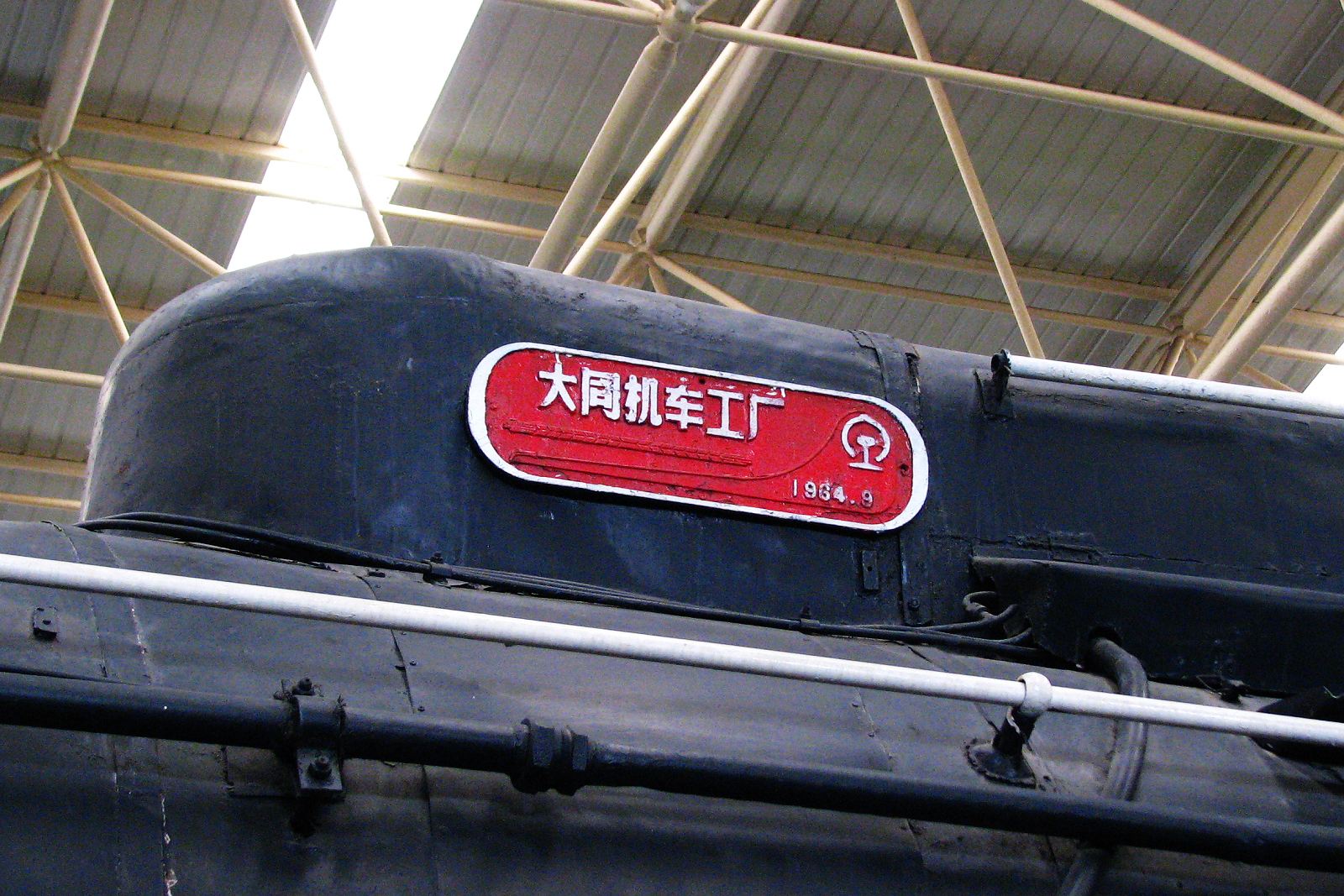
前进101机车的生产铭牌，现存中国铁道博物馆

1957年8月15日，大同机车厂厂区动土兴建，当时生产区用地总面积为105万平方米，厂房建筑面积为27万平方米，设备总台数近2800台，设计生产规模为每年制造建设型蒸汽机车400台。由于受到1958年开始的“大跃进”影响，铁路机车需求量急剧上升，大同机车厂在厂房尚未完全竣工的情况下，就开始了机车试制工作。1959年，大同机车厂按照大连机车车辆厂提供的图纸，开始试制和平型干线货运蒸汽机车。1959年12月26日，大同机车工厂制造的首台机车——和平型3501号试制成功出厂。 至1964年，大同机车厂按照中国铁路实际需要对和平型机车的牵引热工性能方面作彻底改进，重新设计了机车锅炉，增设挡烟板。1964年9月28日，首台经过重大改进设计的新和平型蒸汽机车（车号HP101，后改为前进101）在大同试制成功，定名为前进型机车。1965年4月，大同机车厂被铁道部指定为前进型蒸汽机车的唯一厂家，并开始批量生产。自此前进型机车作为中国国内功率最大、效率最高的蒸汽机车，成为当时中国铁路干线货运的主型蒸汽机车。由于前进型机车与大同机车厂的紧密关系，大同机车厂所在的地点也被命名为“前进路”，厂歌称为“前进曲”，厂方的报纸为 《前进报》。
至1979年8月20日，大同机车厂制造前进型蒸汽机车的累计产量达到3000台，受到铁道部的通令嘉奖。1980年，大同机车厂更进一步刷新了生产纪录，创造年产325台蒸汽机车的新水平。1984年3月，大同机车工厂突然接到铁道部“突击生产30台前进型机车，确保皖赣新线通车”的紧急命令。由于铁道部要求皖赣铁路必须在同年6月1日全线通车运营，为此要求大同机车工厂要在5月15日以前，完成30台前进型机车的制造任务，交付皖赣线运用。前进型机车从投料到组装成机车，必要的生产周期是52天，按每天造一台计算，共需82天，再加上生产工艺调整和建设型机车的转产收尾，需要更多的时间。但是大同机车厂掀起了“上前进、保皖赣”竞赛热潮。75天后，30台崭新的前进型机车按时开赴皖赣新线投入了运营。1985年，根据建设型蒸汽机车需求量上升和存在的问题，大同机车厂着手对其设计作进一步的改进，于1986年研制了首台“建设B型”蒸汽机车（JS-8001）。
大同机车厂作为世界上最后大批量制造干线蒸汽机车的厂家之一，在1970年代至1980年代曾经吸引了各国数以万计的蒸汽机车爱好者慕名而来。为了满足国内外蒸汽机车爱好者的要求，大同机车工厂和铁道部、山西省等有关部门联合主办的“中国首届大同国际蒸汽机车节”和“中国历代蒸汽机车巡回展”于1988年9月15日至17日在山西省大同市举行。截至1988年10月20日，大同机车厂累计制造各型蒸汽机车5571台，遍及全国21个铁路局、116个机务段。1988年末，大同机车厂按照铁道部的指令，停止生产干线大型蒸汽机车，转为制造内燃机车和电力机车。1988年12月21日，大同机车厂生产的最后一台干线蒸汽机车前进型7207号出厂，同日大同机车厂也举行了隆重的转产仪式。

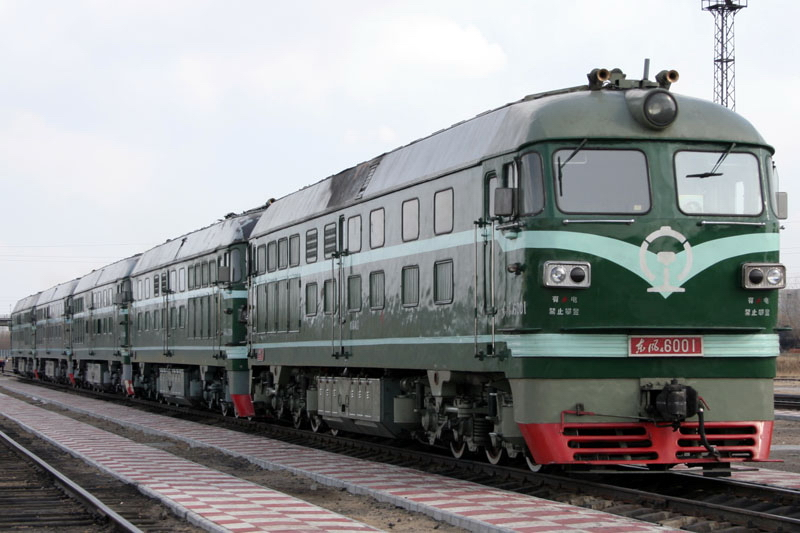
大同机车厂首台东风4B型内燃机车

### 内燃机车生产
而在生产蒸汽机车的同时，大同机车厂也在其他方面发展。早在1960年代中期，大同机车厂就开始尝试研制内燃机车，并于1965年12月15日试制成功第一台内燃机车——编号为ND-0032的东风型内燃机车。1969年12月，大同机车厂试制成功中国第一台“长征型”3000马力燃气涡轮机车。大同机车厂在1986年正式开始批量生产内燃机车，于1986年9月22日，大同工厂制造的第一台东风4B型内燃机车（DF4B-6001）竣工剪彩。1997年9月26日，大同机车厂开始生产东风4C型内燃机车。随着同车转产电力机车，大同机车厂的东风4B型和东风4C型两种内燃机车先后于1998年和1999年停产。至转产电力机车为止，大同机车工厂制造各型内燃机车共计659台。

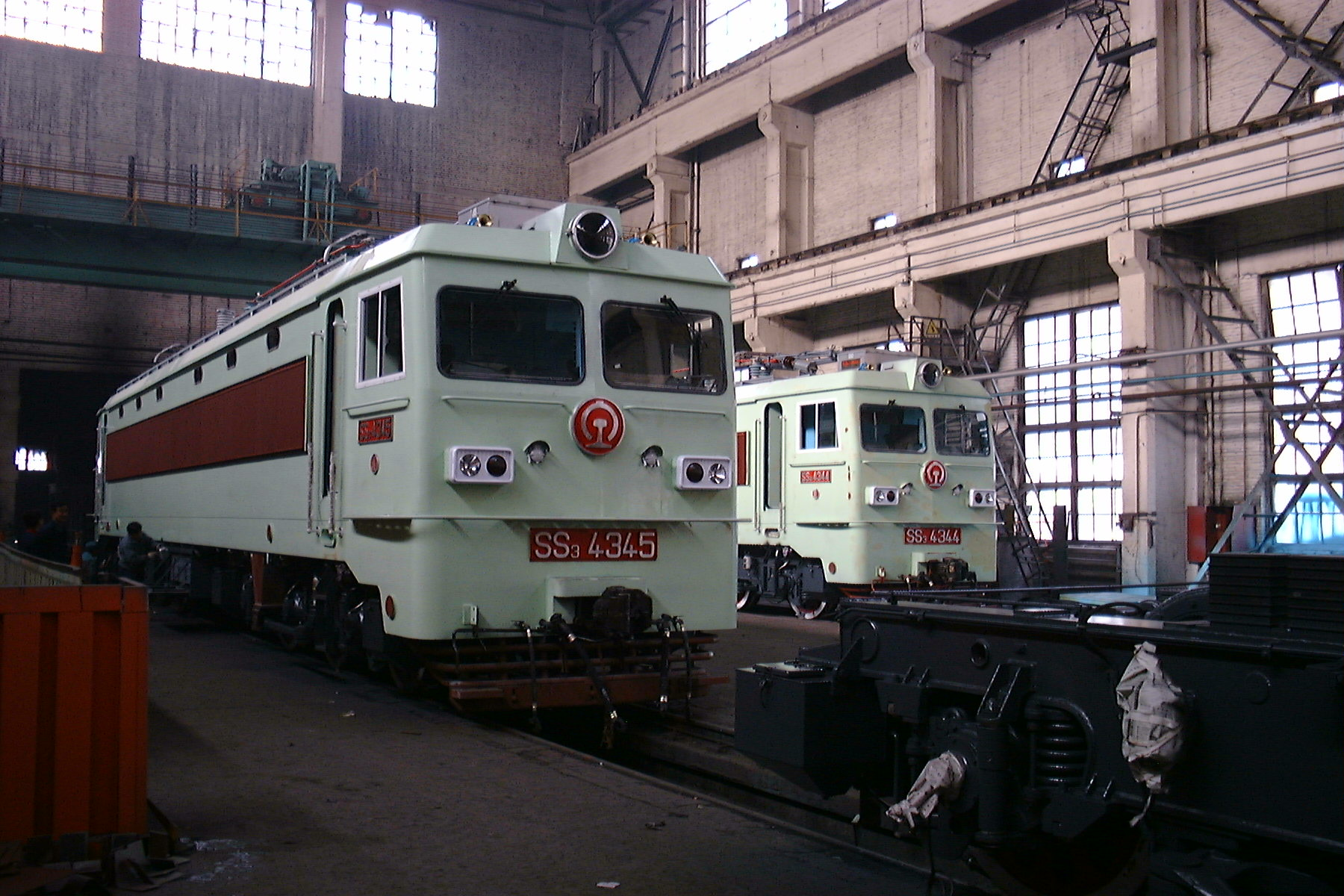
大同机车厂内的韶山3型电力机车组装车间

### 电力机车生产
1985年，大同机车厂意识到电力机车是中国铁路机车车辆产业未来的重要发展方向，提出了“南株（株洲电力机车厂）北同（大同机车厂）”的电力机车生产布局构想。1989年10月，铁道部正式批复大同机车厂转产电力机车的计划。1990年9月15日，大同机车厂按照株洲厂的图纸试制的第一台韶山3型电力机车竣工。1992年，由大同机车厂研发的首台韶山7型电力机车通过验收。随后又先后开发了25吨轴重韶山7B型重载货运电力机车和韶山7C、韶山7D型提速客运电力机车，使韶山7型电力机车形成系列化。韶山7C、韶山7D和韶山7E机车，先后成为中国铁路第三、四、五次大提速的主型机车。1999年6月，大同机车厂停产内燃机车，成为单一制造电力机车的专业工厂。
2001年至2002年，大同电力机车厂参与了时速270公里“中华之星”电力动车组的研制项目，与株洲电力机车厂合作研制了交流传动动力车。截至2003年年底，同车共生产各型电力机车1,146台。2004年，大同电力机车负责了中国北车集团公司重点科研项目——交流传动客运电力机车“天梭”号的研制。

### 体制改革
大同机车厂在历史上先后分别隶属第一机械工业部机车车辆工业管理局、铁道部机车车辆工业总局、中国铁路机车车辆工业总公司。2000年，随着国企主辅分离、辅业改制的浪潮，中国铁路机车车辆工业总公司重组为中国北方机车车辆工业集团公司和中国南方机车车辆工业集团公司，大同电力机车厂作为重要组成部分划归为中国北车集团，名为中国北车集团大同机车厂。
2003年，中国北车集团对大同机车厂进行重组，组建“大同电力机车有限责任公司”。

### 对外合作
1996年，大同机车工厂与美国ABC铁路产品中国投资公司共同投资组建了大同爱碧玺铸造有限公司（Datong ABC Casting Co., Ltd.），其中同车占出资额的60%，美方占40%，设计规模为年产16万个整体铸钢车轮，于1998年筹建完成投入生产。2002年，引进德国斯特曼公司DSA系列受电弓技术，並组建了北京赛德高科铁道电气科技有限责任公司負責生產。2005年与ABB（中国）有限公司合资组建了大同ABB牵引变压器有限责任公司。
自2003年以来，按照中国国务院提出的“引进先进技术，联合设计生产，打造中国品牌”战略，在铁道部的统一安排下，大同电力机车作为铁道部机车车辆装备现代化的重点扶持企业之一，与法国阿尔斯通公司合作。2005年2月，大同电力机车与阿尔斯通签订了大功率交流传动电力机车采购和技术引进转让项目合同，合作生产HXD2型电力机车。同车公司针对阿尔斯通公司转让的制造技术，从2004年开始先后投入8亿元人民币资金，实施技术改造和工艺流程再造，从等离子数控切割的数字化备料、焊接机械手的优质焊接到数控加工中心的精确加工、三坐标测量机的精密检测、机车调试的先进试验，建成了具有国际先进水平的7条专业化生产线。2007年5月18日，首台国产化HXD2型机车在大同下线。

## 产品

### 蒸汽机车

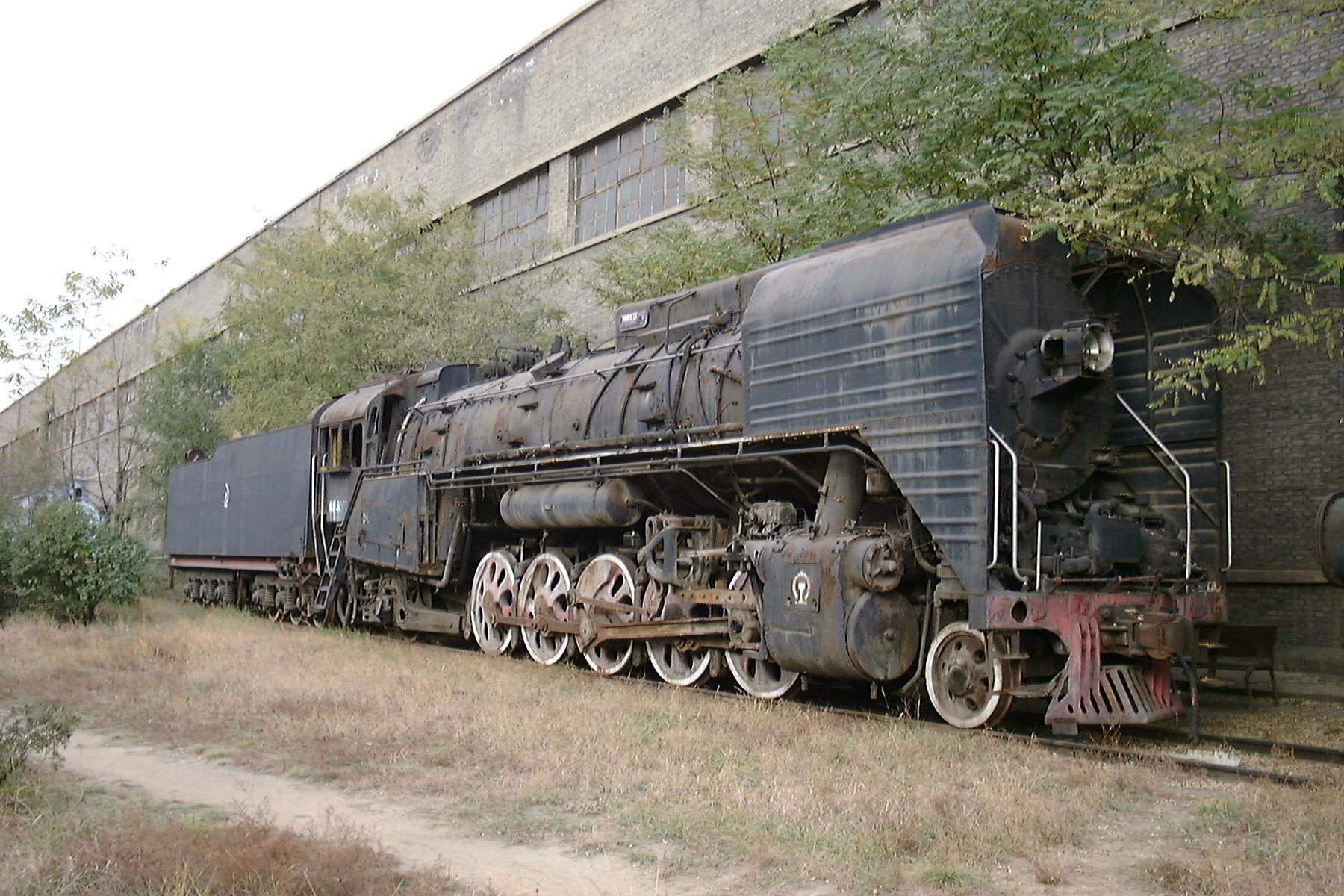
前进型蒸汽机车

- 前进型
- 建设型

### 燃气轮机车
- 长征型

### 柴油机车

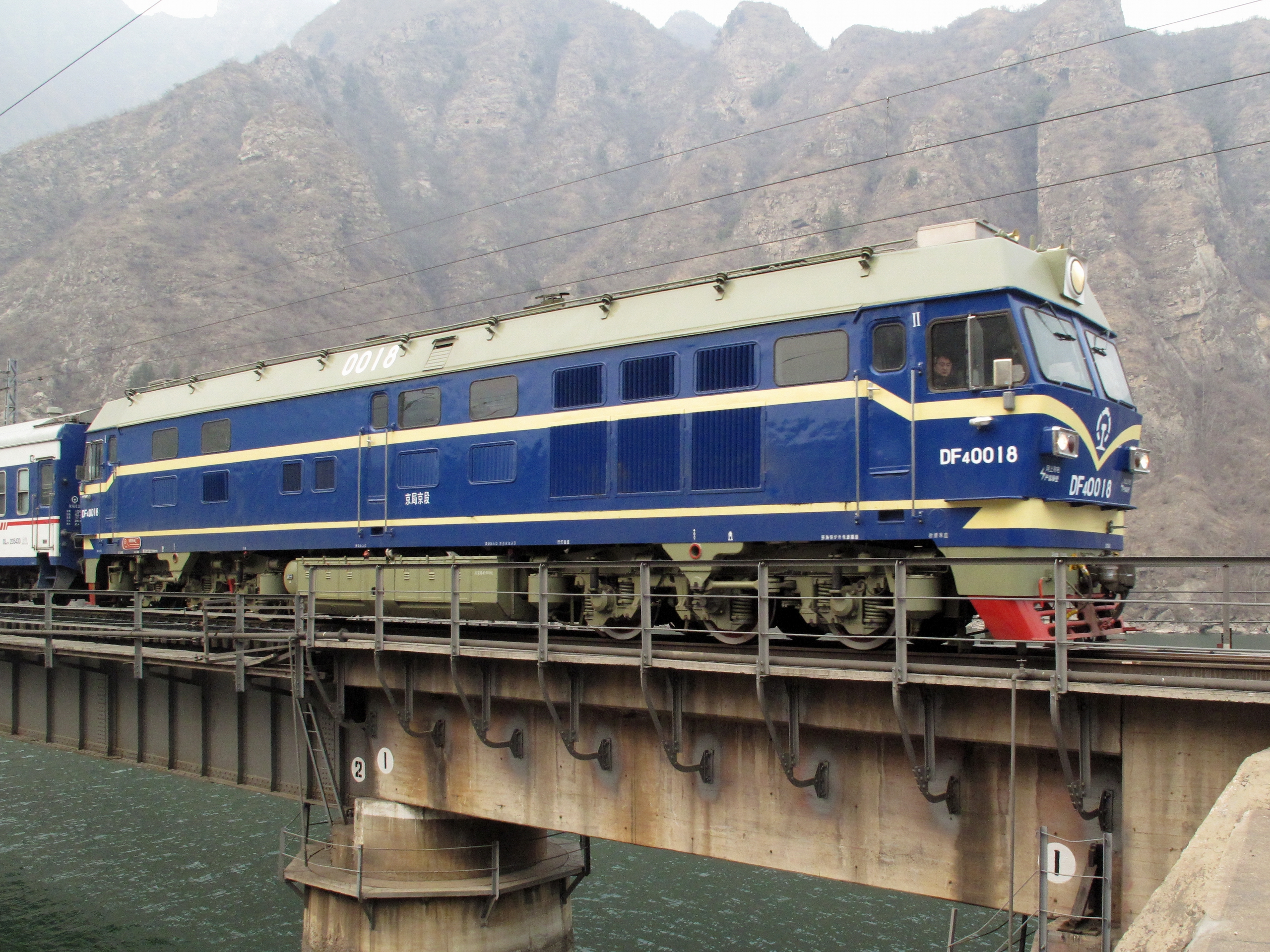
大同机车厂生产的东风4C型内燃机车

- 东风型
- 东风4B型
- 东风4C型

### 电力机车

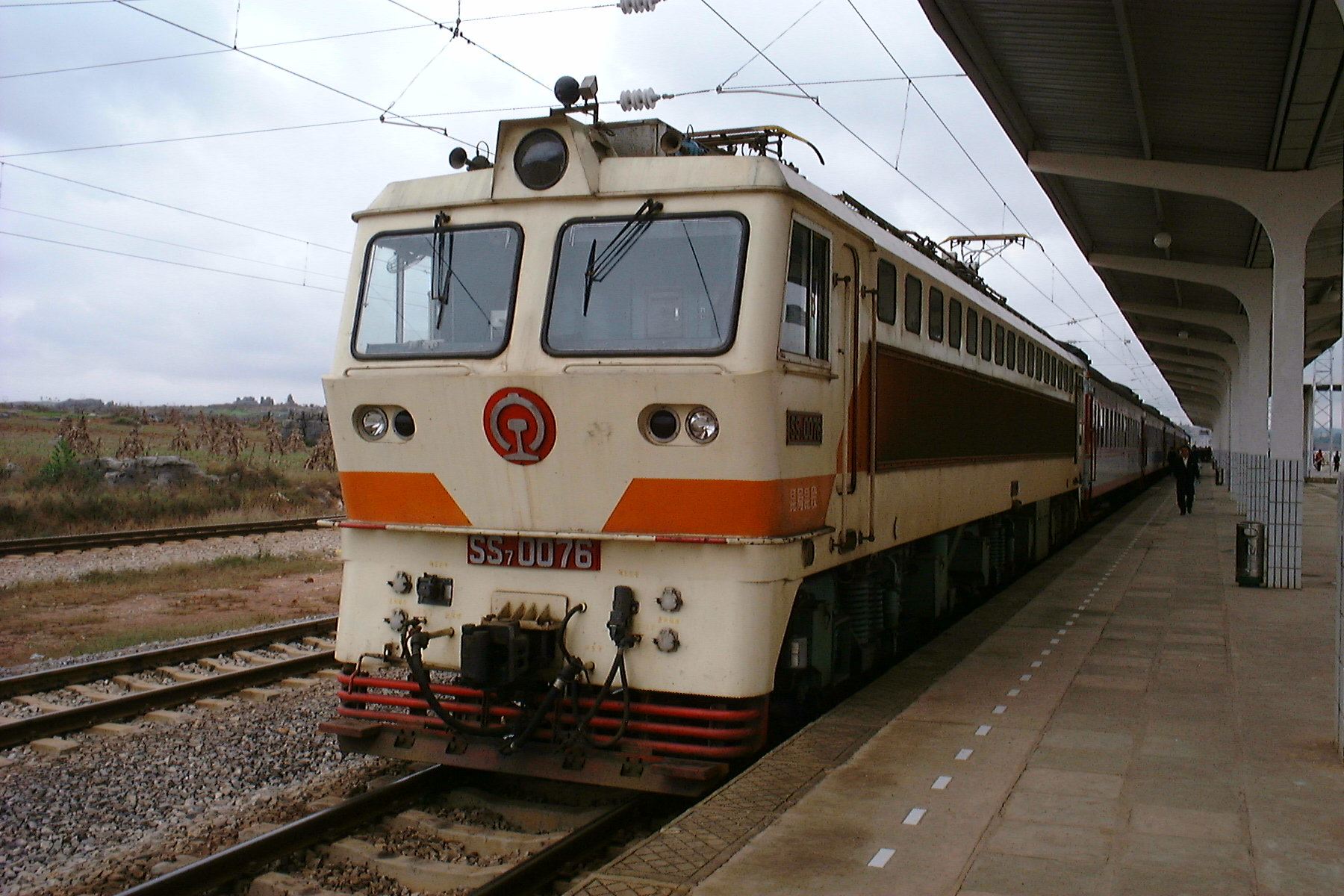
韶山7型电力机车

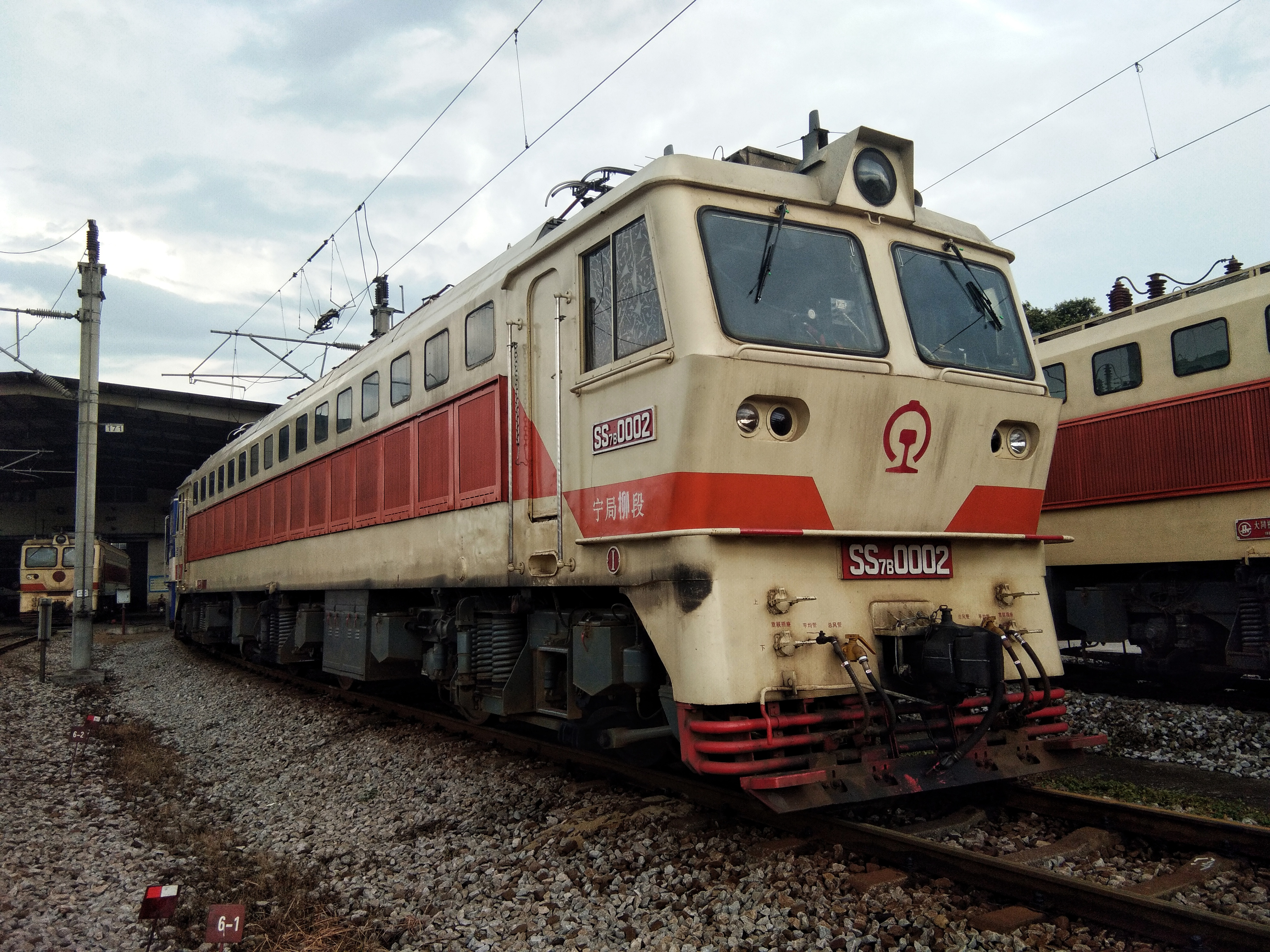
韶山7B型电力机车

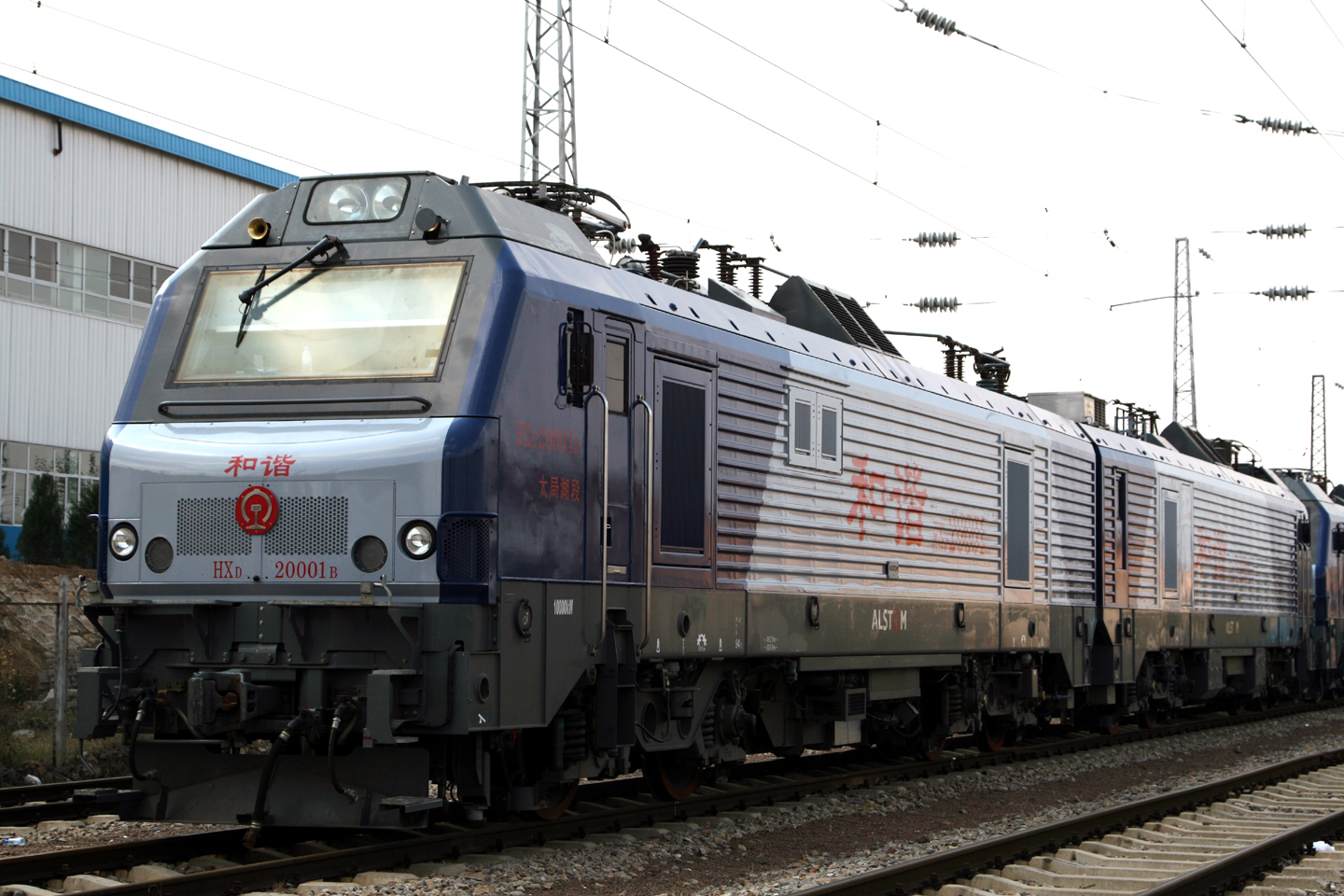
HXD2型电力机车

- 韶山3型
- 韶山3B型
- 韶山4（改）型
- 韶山6B型
- 韶山7型
- 韶山7B型
- 韶山7C型
- 韶山7D型
- 韶山7E型
- DJJ2型“中华之星”电力动车组动力车
- 天梭型
- DJG2型
- HXD2型
- HXD2B型
- HXD2C型
- HXD3型
- 中白货运1型电力机车

## 参看
- 中国北车集团
- 长春轨道客车
- 南车株洲电力机车
- 大同蒸汽机车陈列馆